# Koko-di Koko-da
Pour plus de détails, voir Fiche technique et Distribution.
Koko-di Koko-da est un film dano-suédois réalisé par Johannes Nyholm, sorti en 2019.

## Fiche technique
- Titre : Koko-di Koko-da
- Réalisation : Johannes Nyholm
- Scénario : Johannes Nyholm
- Musique : Olof Cornéer
- Photographie : Tobias Höiem-Flyckt et Johan Lundborg
- Montage : Johannes Nyholm
- Production : Johannes Nyholm
- Société de production : Beofilm et Film i Väst
- Société de distribution : Stray Dogs (France)
- Pays :  Suède et  Danemark
- Genre : comédie, fantastique et horreur
- Durée : 86 minutes
- Dates de sortie : 
  - Suède : 23 août 2019
  - France : 13 novembre 2019

## Distribution
- Leif Edlund : Tobias
- Peter Belli : Mog
- Ylva Gallon : Elin
- Katarina Jakobson : Maja
- Morad Baloo Khatchadorian
- Brandy Litmanen

## Accueil
Jean-François Rauger pour Le Monde dépeint le film comme « un objet filmique non identifié, assez éprouvant et inventif ».